# Peggy Sue si è sposata
Peggy Sue si è sposata (Peggy Sue Got Married) è un film del 1986 diretto da Francis Ford Coppola.

## Trama
1985. Peggy Sue è una donna di 43 anni, sposata da 25, con due figli ed un marito, Charlie, da cui sta per divorziare. Il fallimento del matrimonio la induce a ripensare al senso della sua esistenza: le nozze precoci (a 18 anni) le hanno fatto perdere le altre cose della vita.
Partecipa a una rimpatriata organizzata dagli ex-compagni per festeggiare il venticinquesimo anniversario del diploma ma, colta da un malore, sviene e si risveglia proprio nell'anno del diploma, il 1960, ai tempi in cui era un'adolescente speranzosa. Peggy rivede così i genitori, la sorella, i nonni, le amiche, gli amici e crede di poter avere l'occasione, con il senno di poi, di mutare il proprio destino. Ma esso, per quante volte ci provi, la fa sempre ricadere tra le braccia di Charlie (allora un ragazzo ambizioso, portato per la musica). Scoprendo nel corso dei giorni particolari che lei non aveva notato o dimenticato fino ad allora, Peggy ritrova le ragioni di un amore più profondo di quello che credeva. Risvegliandosi in seguito in ospedale, nel presente, è pronta a ritornare insieme a Charlie, che l'aveva vegliata insieme ai figli per tutto il tempo.

## Produzione
Il film descrive la fine degli anni Cinquanta e l'inizio dei Sessanta, con una precisa ricostruzione degli ambienti e dello spirito del tempo, strizzando l'occhio alla pittura di Norman Rockwell. Il titolo è ripreso dall'omonima canzone di Buddy Holly.

## Riconoscimenti
- 1987 - Premio Oscar
  - Candidatura per la migliore attrice protagonista a Kathleen Turner
  - Candidatura per la migliore fotografia a Jordan Cronenweth
  - Candidatura per i miglior costumi a Theadora Van Runkle
- 1987 - Golden Globe
  - Candidatura il miglior film commedia o musicale a Francis Ford Coppola
  - Candidatura la migliore attrice in un film commedia o musicale a Kathleen Turner
- 1986 - National Board of Review Awards
  - Miglior attrice protagonista a Kathleen Turner
- 1986 - New York Film Critics Circle Awards
  - Candidatura per la migliore attrice protagonista a Kathleen Turner